# You're All Living in Cuckooland
You're All Living in Cuckooland je jedenácté studiové album skupiny Budgie. Album vyšlo v listopadu 2006 a jedná se o první studiové album od roku 1982, kdy vyšlo album Deliver Us from Evil.

## Seznam skladeb
Autory všech skladeb jsou Burke Shelley a Simon Lees, pokud není uvedeno jinak.
| Pořadí | Název                                         | Délka |
| ------ | --------------------------------------------- | ----- |
| 1.     | Justice                                       | 4:31  |
| 2.     | Dead Men Don't Talk                           | 6:08  |
| 3.     | We're All Living in Cuckooland (Shelley)      | 6:04  |
| 4.     | Falling                                       | 5:22  |
| 5.     | Love Is Enough (Shelley)                      | 2:25  |
| 6.     | Tell Me Tell Me                               | 4:47  |
| 7.     | (Don't Want to) Find That Girl                | 6:28  |
| 8.     | Captain (Shelley)                             | 3:43  |
| 9.     | I Don't Want to Throw You                     | 5:31  |
| 10.    | I'm Compressing the Comb on a Cockerel's Head | 8:17  |

## Obsazení
- Burke Shelley – zpěv, baskytara
- Simon Lees – kytara
- Steve Williams – bicí